# 남보라 (1985년)
남보라 (1985년 8월 11일~ )은 대한민국의 모델이다.

## 학력
- 건국대학교